# توني بالتازار
توني بالتازار (بالإنجليزية: Tony Baltazar)‏ مواليد 5 فبراير 1961 في لوس أنجلوس، هو ملاكم أمريكي يصنف ضمن فئة وزن الوسط.

## إحصائيات
خاض خلال مسيرته 46 نزالا، فاز في 38 وتعادل في 1 وخسر في 7. فاز بالضربة القاضية في 30 نزالا.

## وصلات خارجية
- توني بالتازار على موقع بوكس ريك (الإنجليزية) (registration required)

- الموقع الرسمي